# Amar Amrani
Amar Amrani, né le 8 mai 1951 à Taouzient dans l'actuelle wilaya de Khenchela, est un officier général de l'armée nationale populaire algérienne. Il commande les forces de défense aérienne du territoire de 2008 à 2021.

## Biographie
Amar Amrani nait le 8 mai 1951 à Taouzient dans la région des Aurès. En 1965, il rejoint l'École nationale des Cadets de la Révolution, il obtient son baccalauréat sciences expérimentales en 1972. Il s'inscrit à l'Académie militaire interarmes de Cherchell, à l'issue de laquelle, il est nommé au grade de sous-lieutenant. 
Le 17 juillet 2008, il est nommé commandant des Forces de défense aérienne du territoire. En décembre 2021, dans un contexte de luttes d'influence au sein de l'état-major,, il est démis de ces fonctions et remplacé par le général Abdelaziz Houam,.